# Adolfo de la Parra

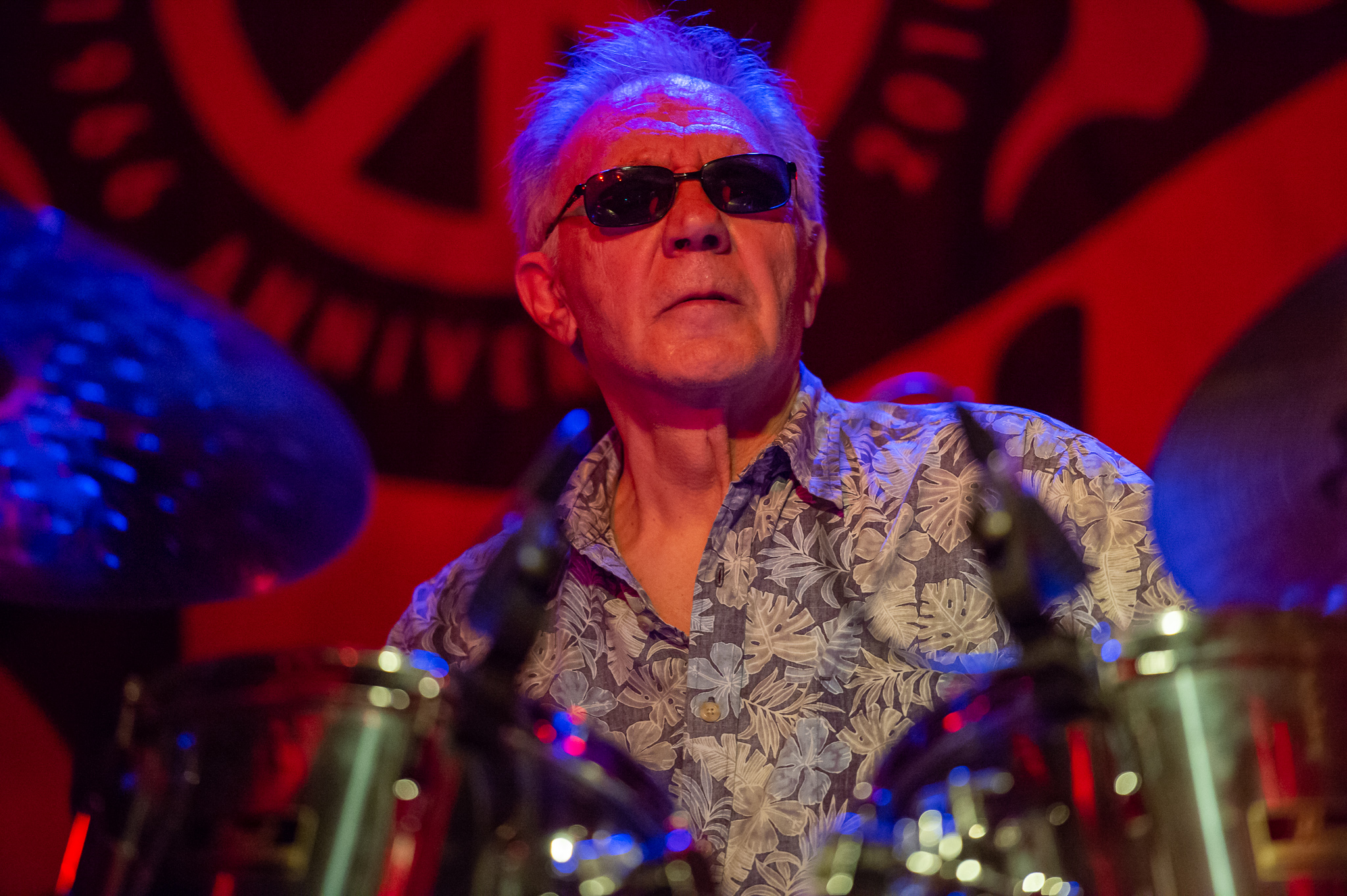
Adolfo de la Parra (2018)

Adolfo "Fito" de la Parra, född 8 februari 1946 i Mexico City, är en mexikansk-amerikansk batterist, som under mer än femtio år har varit medlem i och ledare för bluesrockgruppen Canned Heat. Fito de la Parra spelade i flera mexikanska rockband under 1960-talet, till exempel Los Sinners och Los Juniors, men drömde om en karriär på andra sidan gränsen. Han fick så småningom chansen i Los Angeles-bandet Bluesberry Jam som senare blev Pacific Gas & Electric. Inom kort rekryterades han till Canned Heat med vilka han gjorde sitt första framträdande den 1 december 1967. Sedan dess har han - utan avbrott - varit medlem i bandet, vars ledare han blev efter frontfiguren och sångaren Bob Hites död 1981. Fito de la Parra, som är vänsterhänt, utgav 1999 sin självbiografi under titeln Living the Blues: Canned Heat's Story of Music, Drugs, Death, Sex and Survival (ny reviderad utgåva 2010).